# Божин Велев
Божин Димов Велев е български политик, деец на Българския земеделски народен съюз.

## Биография
Велев е роден в 1895 или 1896 година в светиврачкото село Малки Цалим, което тогава е в Османската империя, в семейството на участник в националноосвободителните борби. Завършва прогимназия в Мелник, след което заминава да учи във Велес, но при избухването на Балканската война в 1912 година се записва доброволец в българската армия. В 1914 година завършва гимназия в Струмица. Взима участие и в Първата световна война. В 1917 година е осъден за антивоенна пропаганда и лежи във Видинския затвор, заедно с Александър Стамболийски, който го привлича към БЗНС. След освобождаването му от затвора заминава за София и оттам за Кюстендил и се включва във Войнишкия бунт. В Радомир се среща с Райко Даскалов и участва в обявяването на Радомирската република.
От 1919 година при правителството на БЗНС е окръжен организатор на БЗНС в Петрички окръг. В 1922 година влиза в конфликт с ВМРО. Поддържа контакти с пълномощника на БКП Асен Хадживасилев. Заради зачестилите убийства от страна на ВМРО, Велев бяга в София, където го заварва се включва в сформираните оранжеви групи за борба против ВМРО. С една оранжева група тръгва от Пазарджик за Неврокоп. При Сатовча водят успешно сражение с чета на ВМРО, след което продължават към Неврокоп, където ги обезоръжава войскова част. Велев заминава за София, където го заварва Деветоюнският преврат. Арестуван е от дейци на ВМРО, отведен в Свети Врач и след едноседмични мъчения е екзекутиран край Струма, като тялото му е хвърлено в реката.